# مکلیستر (اکلاهما)
مکلیستر(به انگلیسی: McAlester) شهری در ایالت اکلاهما کشور ایالات متحده آمریکا است که جمعیت آن در سرشماری سال ۲۰۱۰ میلادی، ۱۸٬۳۸۳ نفر بوده‌است.